# نادي طلبة تطوان
 نادي طلبة تطوان هو نادي كرة قدم مغربي متعدد الفروع من مدينة تطوان. النادي مشهور أكثر بفرعه في كرة اليد وكذلك بفرع كرة القدم الخماسية. النادي معروف في تطوان باسم  إستوديانتس ، وهي كلمة إسبانية تعني الطلبة. تأسس النادي سنة 1976 في الأساس كفريق لكرة اليد فقط، لكن مسؤوليه سيوسعون نشاطه ليشمل فروعا رياضية أخرى من بينها كرة القدم.

## شعار النادي

صمم شعار النادي الأول سنة 1976 وكان عبارة عن دائرة تحيط بها عبارة نادي طلبة تطوان بالعربية و"CLUB ESTUDIANTES TETUAN " باللغة الإسبانية وتعني هذه العبارة بالكامل اسم النادي. يتوسط هذا الاسم شعار النادي الذي صمم آنذاك باحترافية لما يحتويه من دلالات توحي إلى اسم النادي الذي تم اختصاره في نادي طلبة تطوان
بحلول الألفية الجديدة طرأ تغيير بسيط في الشعار (الألوان فقط) مع إزالة الدائرة والعبارات التي تحيط بالشعار ولكن لم يتغير مضمون هذا الأخير ليصبح على ما هو الحال عليه الآن.